# Казеї-Джерола
Казеї-Джерола (італ. Casei Gerola) — муніципалітет в Італії, у регіоні Ломбардія, провінція Павія.
Казеї-Джерола розташоване на відстані близько 450 км на північний захід від Рима, 60 км на південь від Мілана, 27 км на південний захід від Павії.
Населення — 2510 осіб (2014).
Щорічний фестиваль відбувається третьої неділі жовтня. Покровитель — San Fortunato.

## Демографія
Населення за роками:

Станом на 1 січня 2023 року в муніципалітеті офіційно проживало 175 іноземців з 20 країн, серед них 76 громадян країн Євросоюзу та 18 громадян України.

## Сусідні муніципалітети
- Кастельнуово-Скривія
- Корнале-е-Бастіда
- Ізола-Сант'Антоніо
- Меццана-Більї
- Моліно-дей-Торті
- Понтекуроне
- Сільвано-П'єтра
- Вогера